# حافظ بن صالح
حافظ بن صالح  28 جانفي 1950 ولد في المكنين، متزوج، أب لإبنين . تم اختياره ليشغل منصب وزير العدل وحقوق الإنسان والعدالة الانتقالية في حكومة مهدي جمعة.

## المناصب التي تولاها
- 2013 : مدير المعهد الأعلى للمحاماة
- 1992 : مدير عام مركز الدراسات القانونية والقضائية بوزارة العدل
- 1989- 1991 : عميد كلية الحقوق والعلوم السياسية بتونس
- 1986- 1989 : مدير قسم القانون العام بكلية الحقوق  والعلوم السياسية بتونس
- 1982 مدير قسم القانون بمركز الدراسات والبحوث  والنشر التكوين الأكاديمي